# 2MASS J02572581-3105523
2MASS J02572581-3105523 ist ein Brauner Zwerg im Sternbild Fornax. Er wurde 2008 von J. Davy Kirkpatrick et al. entdeckt. Er gehört der Spektralklasse L8 an. Seine Position verschiebt sich aufgrund seiner Eigenbewegung jährlich um 0,71 Bogensekunden.